# Kanton Le Vauclin

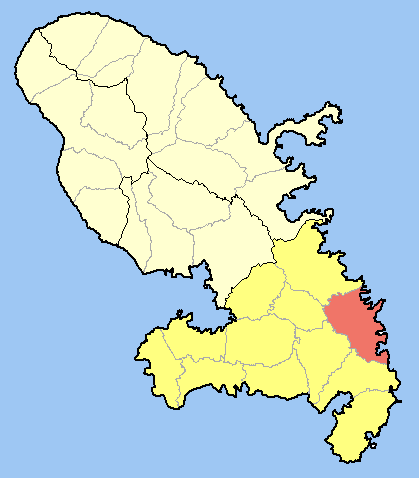
Lage des Kantons Le Vauclin im Arrondissement Le Marin und im Übersee-Département Martinique

Der Kanton Le Vauclin war ein Kanton im französischen Übersee-Département Martinique im Arrondissement Le Marin. Er umfasste die Gemeinde Le Vauclin.
Vertreter im Generalrat des Départements war seit 2004 Georges Cléon. 